# Мария Генриетта Австрийская
Мария Генриетта Анна Австрийская (нем. Marie Henriette Anne von Österreich; 23 августа 1836, Пешт — 19 сентября 1902, Спа) — королева Бельгии, супруга короля Бельгии Леопольда II, урождённая эрцгерцогиня Австрийская.

## Биография
Эрцгерцогиня Мария Генриетта родилась в семье эрцгерцога Иосифа и его третьей супруги Марии Доротеи, урождённой принцессы Вюртембергской. Вместе с братьями и сёстрами воспитывалась в Венгрии. Высокого роста, статная, с оживлённым лицом, Мария Генриетта была очень хороша собой, отличалась любезностью и хорошим образованием. Увлекалась музыкой, отлично играла на фортепиано, арфе и цимбалах, интересовалась живописью и лошадьми. Её страсть к верховой езде была так велика, что она проводила целые часы в манеже за дрессировкой своих лошадей.
В 1853 году король Бельгии Леопольд I выбрал эрцгерцогиню Марию Генриетту в невесты наследному принцу Леопольду. Брак был династическим и организован с целью усиления влияния в Европе только что образованной династии. Французский двор и сам император Наполеон III выступали против этого брака, видя в нём усиление мощи Австрии. Однако, 22 августа 1853 года, за день до семнадцатилетия эрцгерцогини, в Вене состоялось торжественное бракосочетание Марии Генриетты и принца Леопольда.
Вскоре после бракосочетания здоровье Леопольда ухудшилось, и молодожёны отправились в свадебное путешествие в Египет лишь в ноябре 1854 года под именем виконта и виконтессы д’Арденн. В браке родилось четверо детей:
- Луиза Мария Амалия (1858—1924) — с 1875 года супруга принца Филиппа Саксен-Кобург-Готского (1844—1921).
- Леопольд Фердинанд (1859—1869) — герцог Брабантский, наследник престола.
- Стефания Клотильда (1864—1945) — супруга эрцгерцога Рудольфа, кронпринца Австрии.
- Клементина Альбертина (1872—1955) — супруга принца Виктора Наполеона.

В 1865 году после смерти короля Леопольда I её супруг унаследовал титул короля Бельгии. В 1869 году королевская семья пережила трагедию: наследный принц Леопольд умер от воспаления лёгких после того, как упал в озеро. В 1872 году королева родила третью дочь, не оправдав надежд на рождение наследника. Брак, заключенный с политическими целями, дал трещину. Усиливающаяся холодность супруга вынудила Марию Генриетту в 1895 году покинуть Брюссель, всё время она проводила в Лекене или в Остенде. Обязанности матери при дворе выполняла младшая дочь, принцесса Клементина.
Королева Мария Генриетта последние несколько лет болела болезнью сердца и скончалась от сердечного приступа. Похоронена в церкви Богоматери в Лакене.